# Shining (serie)
Shining è una serie di videogiochi di ruolo tattici a tema fantasy. I capitoli della serie sono stati pubblicati da SEGA.
Il primo videogioco della serie, Shining in the Darkness, e Shining Soul, pubblicati rispettivamente nel 1991 per Mega Drive e nel 2002 per Game Boy Advance, sono dei dungeon crawler, mentre altri, come Shining Force e Shining Force Feather, pubblicati rispettivamente nel 1992 per Mega Drive e nel 2009 per Nintendo DS, sono videogiochi di ruolo d'azione con elementi da videogioco strategico a turni. L'ultimo capitolo, Shining Resonance, sviluppato da Media.Vision e O-Two Inc., è stato pubblicato da SEGA nel 2014 per PlayStation 3 solo in Giappone; una rimasterizzazione, Shining Resonance Refrain, è stata pubblicata nel 2018 per PlayStation 4, Nintendo Switch, Xbox One e Microsoft Windows in tutto il mondo.
La saga è contraddistinta dalla particolare caratteristica principale di avere una meccanica diversa da un gioco all'altro.
| Data | Videogioco                                   | Console                          |
| ---- | -------------------------------------------- | -------------------------------- |
| 1991 | Shining in the Darkness                      | Sega Genesis                     |
| 1992 | Shining Force: The Legacy of Great Intention | Sega Genesis                     |
| 1992 | Shining Force Gaiden                         | Sega Game Gear                   |
| 1994 | Shining Force Gaiden 2                       | Sega Game Gear                   |
| 1993 | Shining Force II: Ancient Sealing            | Sega Genesis                     |
| 1995 | Shining Force Gaiden: Final Conflict         | Sega Game Gear                   |
| 1995 | Shining Force CD                             | Sega CD                          |
| 1996 | Shining Wisdom                               | Sega Saturn                      |
| 1997 | Shining the Holy Ark                         | Sega Saturn                      |
| 1998 | Shining Force III                            | Sega Saturn                      |
| 2002 | Shining Soul                                 | Game Boy Advance                 |
| 2003 | Shining Soul II                              | Game Boy Advance                 |
| 2004 | Shining Tears                                | PlayStation 2                    |
| 2005 | Shining Force Neo                            | PlayStation 2                    |
| 2005 | Shining Road to the Force                    | dispositivi mobili               |
| 2006 | Shining Road II                              | dispositivi mobili               |
| 2007 | Shining Force EXA                            | PlayStation 2                    |
| 2007 | Shining Wind                                 | PlayStation 2                    |
| 2008 | Shining Wind X                               | dispositivi mobili               |
| 2009 | Shining Force Feather                        | Nintendo DS                      |
| 2010 | Shining Hearts                               | PlayStation Portable             |
| 2012 | Shining Blade                                | PlayStation Portable             |
| 2013 | Shining Ark                                  | PlayStation Portable             |
| 2014 | Shining Resonance                            | PlayStation 3                    |
| 2022 | Shining Force: Heroes of Light and Darkness  | dispositivi mobili, free-to-play |

Serie combattimenti:
- Blade Arcus from Shining (2014) picchiaduro 2D con personaggi di Shining Hearts e Shining Blade, per arcade
- Blade Arcus from Shining EX (2015) aggiunge nuovi personaggi, per PlayStation 4, PlayStation 3
- Blade Arcus from Shining: Battle Arena (2016) versione di EX per Steam[9]
- Blade Arcus Rebellion from Shining (2018) aggiunge personaggi Refrain, per PlayStation 4, Nintendo Switch[10]

Serie remake:
- Shining Force: Resurrection of the Dark Dragon (2004) remake di Shining Force, per Game Boy Advance
- Shining Force Chronicle I (2005) remake di Shining Force Gaiden, per dispositivi mobili
- Shining Force Chronicle II (2005) remake di Shining Force: The Sword of Hajya, per dispositivi mobili
- Shining Force Chronicle III (2006) remake di Shining Force Gaiden: Final Conflict, per dispositivi mobili
- Shining Resonance Refrain (2018) remake del gioco omonimo, per PlayStation 4, Nintendo Switch, Xbox One, Microsoft Windows